# آل داماتو
آل داماتو (بالإنجليزية: Al D'Amato)‏ (و. 1937 – م)هو سياسي، وكاتب، ومحامي من الولايات المتحدة الأمريكية . ولد في بروكلين . تولى منصب عضو مجلس الشيوخ الأمريكي .
وهو عضو في الحزب الجمهوري .

## التعليم
تعلم في جامعة سيراكيوز.

## روابط خارجية
- آل داماتو على موقع مونزينجر (الألمانية)
- آل داماتو على موقع إن إن دي بي (الإنجليزية)